# Богемський Григорій Григорович
Григорій Григорович Богемський (рос. Григо́рий Григо́рьевич Боге́мский, 1895—1957) — український та чехословацький футболіст, провів один матч за збірну Російської імперії.

## Кар'єра гравця
Народився в Одесі, виступав за місцеві клуби «Вега» і «Спортінг-клуб». Учасник Першої світової війни. Закінчив Одеське юнкерське училище.
Після Жовтневої революції емігрував спочатку в Болгарію, потім у Чехословаччину, де виступав за клуби «Русь» і «Вікторія» (Жижков). Завершив кар'єру в 1927 році.
Богемський зіграв єдиний матч за збірну Російської імперії — 14 вересня 1913 року в товариській зустрічі зі збірною Норвегії, який закінчився внічию (1:1).

## Досягнення
- Чемпіон Російської імперії 1913 року в складі збірної Одеси.
- Чемпіон Одеси (володар Кубка Джекобса) 1914, 1916 рр. у складі «Спортінг-клубу».
- Срібний призер чемпіонату Одеси (володар срібного щита Боханова) 1912, 1915 рр. у складі «Спортінг-клубу».
- Кращий бомбардир чемпіонату Одеси сезону 1911/12 у складі «Спортінг-клубу».